# Oslo universitetssykehus
Oslo universitetssykehus er et universitetshospital beliggende i Oslo, Norge.
Det er landets største og mest specaliserede hospital og blev dannet 1. januar 2009 ved en fusion af tre af de hidtidige universitetshospitaler i Oslo-området: Rikshospitalet (etableret 1826), Ullevål universitetssykehus (etableret 1887) og Aker universitetssykehus (etableret 1895). Oslo universitetssykehus hører under det medicinske fakultet ved Universitetet i Oslo, og drives af sundhedsregionen Helse Sør-Øst. Det beskæftiger i alt 21.000 ansatte og er Skandinaviens største hospital.